# Sophia Anne Caruso
Sophia Anne Caruso (Spokane, Washington, 11 de juliol de 2001) és una actriu i cantant estatunidenca, coneguda per haver interpretat el paper de Lydia Deetz al musical de Broadway Beetlejuice des del març del 2019 fins al febrer del 2020, paper que li va fer guanyar un Theatre World Award.

## Biografia
Caruso va néixer l'11 de juliol de 2001 a Spokane, Washington. És la menor de tres germans.
La seua carrera professional va començar l'any 2011 a l'edat de nou anys, quan va interpretar a Helen Keller a la producció d'Interplayers Theatre de The Miracle Worker, dirigida per Patty Duke. El 2014, Caruso va interpretar el paper de Charlotte van Gotheem a Little Dancer al Kennedy Center de Washington D.C. El 2015, va rebre una nominació Lucille Lortel com a Millor Actriu Destacada en una Obra per la seva interpretació d'Iris a l'obra de teatre The Nether al MCC Theater. El mateix any, va fer el paper de "Girl" al musical Lazarus de David Bowie al New York Theatre Workshop a Manhattan.
El 2016, Caruso va aparèixer a la pel·lícula Jack of the Red Hearts de Janet Grillo. Posteriorment va fer el seu debut a Broadway a Blackbird al Belasco Theatre. Més tard el mateix any, va aparèixer al conjunt de'Encores! en el concert de la producció de Runaways al New York City Center. L'octubre de 2016 va tornar a aparèixer a la producció del King's Cross Theatre de Lazarus per la qual va rebre una nominació al premi WhatsOnStage a la "Millor actriu secundària en un musical".
El 2017, va protagonitzar el musical Beetlejuice en la prova del musical al National Theatre de Washington D.C. abans de començar la producció a Broadway a partir del març de 2019. Va guanyar un Theater World Award pel paper. El 19 de febrer de 2020 va abandonar la producció bruscament, probablement aprofitant la seva contractació per treballar a la televisió.
El seu primer senzill "Toys" es va publicar el 22 de maig de 2020. La cançó va ser produïda per Henry Hey, amb qui havia treballat com a director musical de Lazarus, i Nick Littlemore d'Empire of the Sun.
Caruso protagonitza al costat de Sofia Wylie a la pel·lícula de fantasia de Netflix The School for Good and Evil, una adaptació de la sèrie de llibres de Soman Chainani, en què interpreta el paper de Sophie.
El juliol de 2022 va publicar el seu senzill "Snow & Ice".
El gener de 2025, es va anunciar que havia estat elegida per interpretar a Miss Goldenweek a la segona temporada de la sèrie de Netflix One Piece, basada en el manga del mateix nom d'Eiichiro Oda.